# Землетрясения у Марианских островов (2010)
Землетрясения у Марианских островов 2010 года — ряд мощных землетрясений магнитудой до 6,9, произошедших в 2010 году в районе Марианских островов.
Первое из них, магнитудой 6,3, произошло 10 июля 2010 года в 11:43:32 (UTC) к югу от Марианских островов, в 273,4 км к юго-юго-востоку от Инараджан. Гипоцентр землетрясения располагался на глубине 13,0 километров. Интенсивность землетрясения составила IV по шкале Меркалли.
Землетрясение ощущалось в населённых пунктах: Дедедо, Хагатна, Манджилао, Санта-Рита, Тамунинг, на авиабазе Андерсен, военно-морской базе Апра, Агана-Хайтс, Синаджана, Йиго, Чалан-Каноа, Сан-Роке, Сан-Висенте, Сусупе.
В результате землетрясения сообщений о жертвах и разрушениях не поступало.

## Повторные землетрясения
| - Карта сейсмической активности 13 августа 2010 года - Карта сейсмической активности 14 августа 2010 года |

Землетрясение магнитудой 6,9 произошло 13 августа 2010 года в 21:19:34 (UTC) на Марианских островах, в 320,2 км к северо-северо-востоку от острова Фаис. Гипоцентр землетрясения располагался на глубине 16,0 километров. 
В результате землетрясения сообщений о жертвах и разрушениях не поступало.
14 августа 2010 года в 23:01:04 UTC в этом же регионе произошло землетрясение магнитудой 6,6. Эпицентр землетрясения находился в 296,2 км к северо-северо-востоку от острова Фаис, гипоцентр — на глубине 13,0 километров. Сообщений о жертвах и разрушениях не поступало.

## Тектонические условия региона
В сложной тектонике, окружающей Филиппинские острова, преобладает взаимодействие Филиппинской тектонической плиты с более крупными Тихоокеанской и Евразийской плитами и меньшей Зондской плитой. Филиппинская плита необычна тем, что её границы представляют собой почти все зоны конвергенции плит. 
Тихоокеанская плита субдуцирована в мантию к югу от Японии, под островными дугами Изу-Бонин и Мариана, которые простираются более чем на 3000 км вдоль восточной границы Филиппинской плиты. Эта зона субдукции характеризуется быстрой конвергенцией плит и сейсмичностью высокого уровня, распространяющейся на глубины более 600 км. Из этой обширной зоны конвергенции здесь возможно возникновение сильных (M> 8,0) землетрясений. Считается, что низкое выделение сейсмической энергии является результатом слабой связи вдоль границы раздела плит.
К югу от Марианской дуги Тихоокеанская плита субдуцирована под островами Яп вдоль Япского желоба. Зона субдукции Рюкю связана с аналогичной зоной, впадиной Окинава. На северо-востоке Филиппинская плита поглощает Японию и восточную окраину Евразийской плиты в желобах Нанкай и Рюкю, простираясь на запад до Тайваня. В Нанкайской части этой зоны субдукции произошло несколько крупнейших землетрясений вдоль окраин Филиппинской плиты, в том числе два землетрясения магнитудой 8,1 в 1944 и 1946 годах.
Вдоль западной границы Филиппинской плиты сближение её с Зондской плитой обусловливает широкую и активную тектоническую систему, простирающуюся по обе стороны цепи Филиппинских островов. Регион характеризуется противоположными системами субдукции на восточной и западной сторонах островов, а архипелаг прорезан крупной структурой трансформации: Филиппинским разломом. Субдукция плит Филиппинского моря происходит на восточной окраине островов вдоль Филиппинского желоба и его северного продолжения — Восточного Лусонского прогиба. На западной стороне Лусона Зондская плита уходит на восток вдоль ряда желобов, включая Манильскую впадину на севере, меньшую впадину Негрос в центральной части Филиппин и впадины Сулу и Котабато на юге.
Сейсмическая активность в XX и начале XXI века вдоль границ Филиппинской плиты привела к семи сильным землетрясениям (M> 8,0) и 250 крупным землетрясениям (M> 7,0). Среди наиболее разрушительных были землетрясения в Канто в 1923 году, в Фукуи в 1948 году и в Кобе в 1995 году; землетрясения на Тайване в 1935 и 1999 годах; землетрясение магнитудой 7,6 в заливе Моро 1976 года и землетрясение магнитудой 7,6 на Лусоне (Филиппины) 1990 года.
Филиппинская тектоническая плита граничит с более крупными Тихоокеанской и Евразийской плитами и меньшей Зондской плитой. Филиппинская плита необычна тем, что её границы представляют собой почти все зоны конвергенции плит. Тихоокеанская плита субдуцирована в мантию к югу от Японии, под островными дугами Изу-Бонин и Мариана, которые простираются более чем на 3000 км вдоль восточной границы Филиппинской плиты. Эта зона субдукции характеризуется быстрой конвергенцией плит и сейсмичностью высокого уровня, распространяющейся на глубины более 600 км. Из этой обширной зоны конвергенции здесь возможно возникновение сильных (M> 8,0) землетрясений. Считается, что низкое выделение сейсмической энергии является результатом слабой связи вдоль границы раздела пластин.
К югу от Марианской дуги Тихоокеанская плита субдуцирована под островами Яп вдоль Япского желоба. Зона субдукции Рюкю связана с аналогичной зоной, впадиной Окинава.
Островная дуга Рюкю считается конвергентной границей, где под Евразийской плитой находится подводная плита Филиппинского моря. Дуга представляет собой рифтинговый фрагмент континентальной коры и приблизительно ориентирована на северо-восток, а скорость сходимости между Филиппинской и Евразийской плитой варьируется от 5 до 7 см/год. Тектоническая эволюция, начиная с неогена, делится на три этапа. Стадия 1 (поздний миоцен) — дрифтовая седиментация. Стадия 2 (ранний плейстоцен) — это начальный рифтинг по дуге. Стадия 3 (голоцен) — это рифтинг по дуге, который всё ещё продолжается.
Формирование дуги Рюкю началось в миоцене с отрыва отдельного блока евроазиатской плиты. Этот блок начал движение в южном направлении. Филиппинская плита находится под рифтовой дугой Рюкю, а сама дуга изгибается между Тайванем и хребтом Кюсю-Палау путём вращения и рифтинга и разделяется на несколько блоков. Геологические исследования показали, что в то время, как южная половина дуги вращается по часовой стрелке, её северная часть вращается против часовой стрелки. Со времён миоцена в результате рифтинга, поворотов и изгибания дуги, развивались право- и левосторонние тектонические разломы с нисходящими или восходящими компонентами. Нормальные разломы обнаруживаются только в самой верхней части коры. Разломы можно широко классифицировать в зависимости от их направления как разломы NW-SE и NE-SW.
Возраст фундамента — докайнозойский, а породы фундамента состоят из кремнистого сланца и других типов сланцев. Кайнозойские песчаники, сланцы и известняки перекрывают фундаментные породы. За этими скальными единицами следует плиоценовая формация Симадзири, а все образования покрыты четвертичным рюкюским известняком и голоценовыми отложениями.